# 엄길청
엄길청(嚴吉靑, 1955년 2월 5일 ~ )은 대한민국의 대학 교수이자 기업가이다.

## 주요 경력
- 1987 ~ 1993 한화경제연구원 증권연구실 실장
- 1993.09 ~ 2000.05 아태경제연구소 소장
- 1998.03 경기대학교 서비스경영전문대학원 교수
- 2000.06 ~ 2001.08 씽크풀 CEO 대표이사

## 주요 방송 출연작
| 연도 | 방송사        | 제목                                  | 배역   | 비고 |
| ---- | ------------- | ------------------------------------- | ------ | ---- |
| 1994 | MBC 표준FM    | 손에 잡히는 경제                      | 진행   |      |
| 2001 | SBS 러브FM    | 클릭! 경제사이트                      | 진행   |      |
| 2003 | KBS 제2라디오 | 엄길청의 성공시대                     | 진행   |      |
| 2010 | EBS TV        | EBS 초대석                            | MC     |      |
| 2013 | KBS 2TV       | 가족의 품격 풀하우스                  | 게스트 |      |
| 2015 | KBS 1TV       | 재취업 프로젝트 - 나 출근합니다 시즌2 | 게스트 |      |
| 2017 | MBN           | 고수의 비법 황금알                    | 게스트 |      |